# Jegor Kazakov
Jegor Kazakov (21 januari 1967) is een Russisch voormalig professioneel wielrenner. Hij reed één seizoen voor Tinkoff Restaurants en wist geen enkele professionele koers te winnen.
Broett · 
Ignatjev ·
Kazakov · 
Klimov · 
Krestjaninov · 
Mindlin ·     
Rovny · 
Serov · 
Sjtsjekoenov ·
Tinkov · 
Troesov · 
Tsjernetski